# Tiruvallur (Distrikt)
Der Distrikt Tiruvallur (Tamil: திருவள்ளூர் மாவட்டம்; auch: Thiruvallur) ist ein Distrikt des indischen Bundesstaates Tamil Nadu. Verwaltungszentrum des Distrikts ist die namengebende Stadt Tiruvallur. Der Distrikt Tiruvallur hatte beim Zensus 2011 eine Fläche von 3.394 Quadratkilometern und rund 3,7 Millionen Einwohner. Durch die Expansion des Distrikts Chennai im Jahr 2018 hat sich die Einwohnerzahl und Fläche des Distrikts deutlich verkleinert. Genaue Zahlen existieren derzeit nicht.

## Geografie

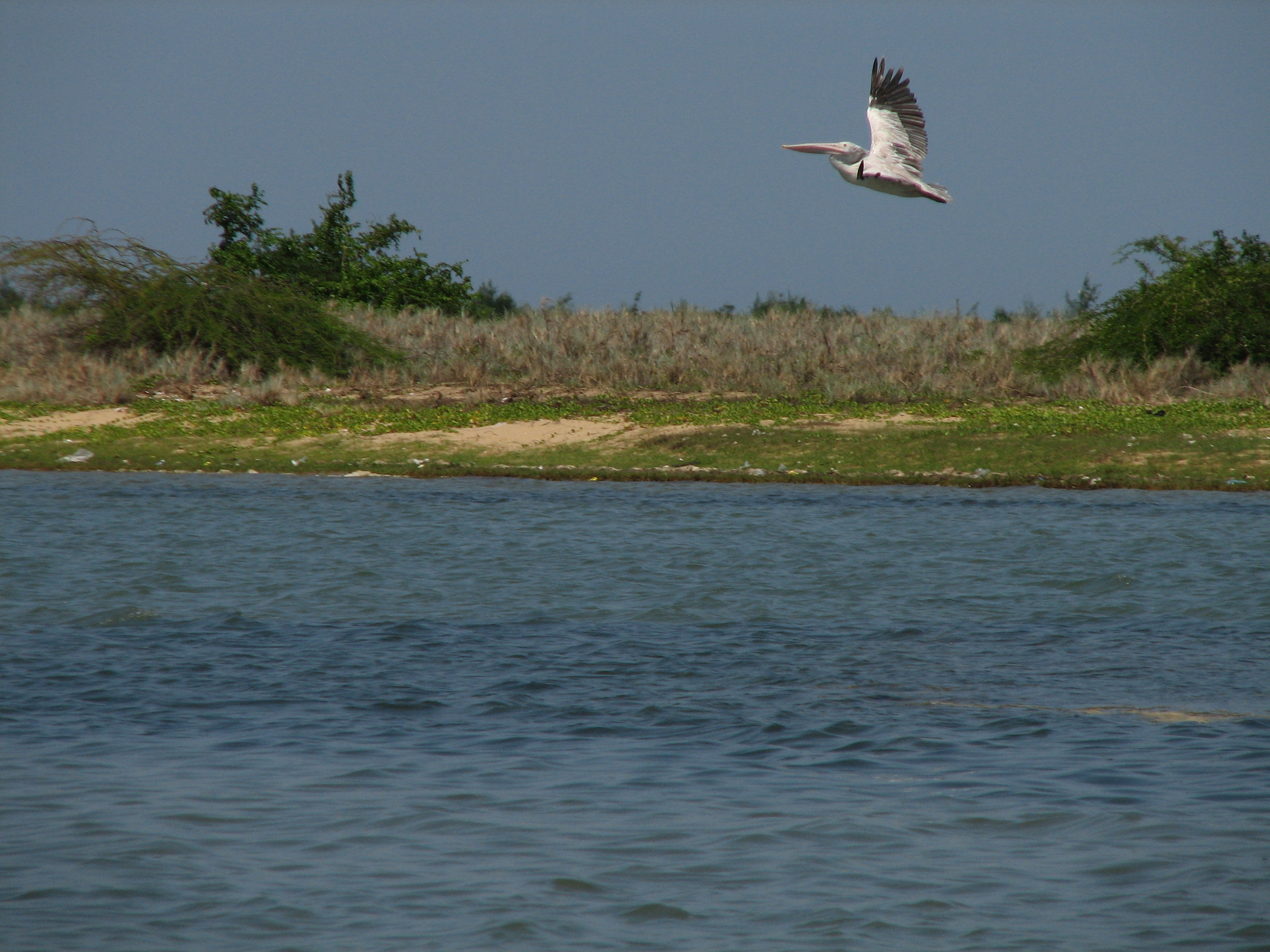
Am Pulicat-See

Der Distrikt Tiruvallur liegt im Nordosten Tamil Nadus an der Grenze zum Nachbarbundesstaat Andhra Pradesh. Nachbardistrikte sind Chennai im Südosten, Kanchipuram im Süden, Ranipet im Südwesten (alle in Tamil Nadu) sowie der zu Andhra Pradesh gehörige Distrikt Chittoor im Norden. Im Osten hat der Distrikt Tiruvallur Anteil an der Koromandelküste des Golfs von Bengalen.
Das Gebiet gehört größtenteils zur flachen Küstenebene Tamil Nadus. Im Norden an der Grenze zu Andhra Pradesh liegt der Pulicat-See, die zweitgrößte Lagune Indiens. Der östliche Teil des Distrikts Tiruvallur gehört zum Einzugsgebiet Chennais, der Hauptstadt Tamil Nadus. Die Metropolregion Chennai, der viertgrößte Ballungsraum Indiens, reicht in das Gebiet des Distrikts Tiruvallur hinein. Der westliche Teil des Distrikts ist dagegen deutlich ländlich geprägt.
Im Distrikt Tiruvallur herrscht ein wechselfeuchtes Tropenklima vor. Die Jahresmitteltemperatur in Tiruvallur beträgt 28,6 °C, das Jahresmittel des Niederschlages liegt bei 1.090 mm. Die meisten Niederschläge fallen während des Nordostmonsuns zwischen Oktober und Dezember. Auch während des Südwestmonsuns zwischen Juli und September kommt es zu Regenfällen.

## Geschichte
Im Jahr 1763 wurde das Gebiet des späteren Distrikts als Dank für die britische Unterstützung im Dritten Karnatischen Krieg vom Nawab von Arcot Muhammad Ali Khan Wallajah dauerhaft als Jagir an die Britische Ostindien-Kompanie abgetreten. Eine direkte britische Verwaltung wurde jedoch erst 1781 etabliert. Vorläufer des heutigen Distrikts Tiruvallur war der 1788 eingerichtete Distrikt Chengalpattu (Chingleput). Ab 1801 war der Distrikt Teil der Präsidentschaft Madras. Nach der indischen Unabhängigkeit kam der Distrikt zum Bundesstaat Madras (heute Tamil Nadu). Mit dem am 1. April 1960 in Kraft getretenen Andhra Pradesh and Madras (Alteration of Boundaries) Act 1959 erfolgte eine Grenzkorrektur. Das Gebiet um Tiruttani aus dem Distrikt Chittoor des Nachbarbundesstaats Andhra Pradesh wurde dem Distrikt Chengalpattu zugeschlagen und im Gegenzug gingen Grenzgebiete der Distrikte Chingleput und Salem an Andhra Pradesh. Der Distrikt Tiruvallur entstand am 1. Juli 1997, als der Distrikt Chengalpattu in die Distrikte Kanchipuram und Tiruvallur geteilt wurde. Im Jahr 2011 wurden einige zum Distrikt Tiruvallur gehörende Orte im Vorortgürtel Chennais in die Stadt Chennai eingemeindet. 2018 wurden auch die Distriktgrenzen angepasst, sodass die eingemeindeten Gebiete aus dem Distrikt Tiruvallur in den Distrikt Chennai übergingen.

## Bevölkerung
Bei der Volkszählung 2011 hatte der Distrikt Tiruvallur in seinen damaligen Grenzen 3.728.104 Einwohner. Damit gehörte er zu den einwohnerstärksten Distrikten Tamil Nadus. Durch die Nähe zur stark expandierenden Metropole Chennai hatte der Distrikt Tiruvallur ein starkes Bevölkerungswachstum erfahren: Im Zeitraum zwischen 2001 und 2011 wuchs Einwohnerzahl um 35 Prozent. Das Bevölkerungswachstum lag damit deutlich über dem Durchschnitt Tamil Nadus (16 Prozent). Mit 1.098 Einwohnern pro Quadratkilometer war die Bevölkerungsdichte fast doppelt so hoch wie der Durchschnitt Tamil Nadus (555 Einwohner pro Quadratkilometer). 65 Prozent der Einwohner des Distrikts lebten in Städten, womit der Urbanisierungsgrad deutlich über dem Mittelwert des Bundesstaates (48 Prozent) lag. 22 Prozent der Einwohner des Distrikts Tiruvallur waren Angehörige registrierter niederer Kasten (Scheduled Castes) und 1 Prozent Angehörige der indigenen Stammesbevölkerung (Scheduled Tribes). Die Alphabetisierungsquote war mit 84 Prozent etwas höher als der Durchschnitt Tamil Nadus (80 Prozent).
Durch die Expansion der Stadt und des Distrikts Chennai (2018) auf Kosten des Distrikts Tiruvallur sind derzeit keine aktuellen Zahlen zur Bevölkerung verfügbar. 

## Sehenswürdigkeiten

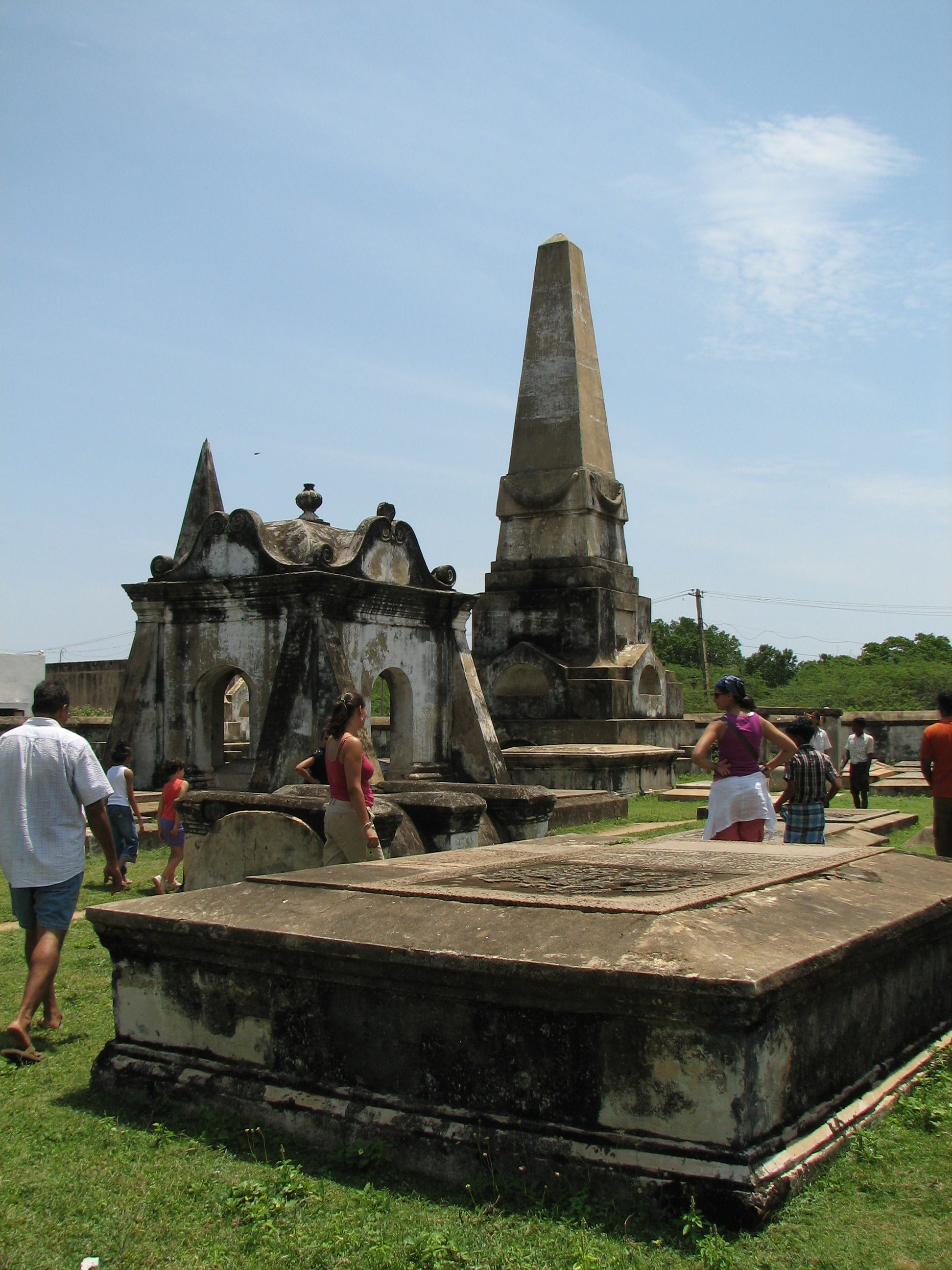
Der niederländische Friedhof in Pulicat

Im Distrikt Tiruvallur befindet sich mit Tiruttani eine von sechs Wallfahrtsstätten (Arupadaividu) des Hindu-Gottes Murugan. Dem Mythos zufolge ist Tiruttani der Ort, an den sich Murugan nach seiner Hochzeit mit seiner Gefährtin Valli zurückzog. Auf einem gut 200 Meter hohen Felsen gelegene Murugan-Tempel von Tiruttani ist ein bedeutender Pilgerort und zieht vor allem während des Adi-Krittigai-Festes im tamilischen Monat Adi (Juli–August) zahlreiche Gläubige an. Ein weiteres wichtiges Hindu-Heiligtum ist der dem Gott Shiva geweihte Tempel von Tiruvalangadu, der bereits im 6. Jahrhundert von der Hymnendichterin Karaikal Ammaiyar besungen wurde. In Tiruvallur-Stadt befindet sich der Vishnu geweihte Veeraraghava-Perumal-Tempel, der zu den 108 heiligen Orten des tamilischen Vishnuismus (Divya Desams) gehört.
Der am Pulicat-See gelegene Ort Pulicat war von 1609 bis 1825 die wichtigste niederländische Niederlassung an der Koromandelküste. An die Kolonialzeit erinnert heute noch der alte niederländische Friedhof. Außerdem ist Pulicat als Ausgangspunkt zum Vogelschutzgebiet Pulicat Lake Bird Sanctuary von touristischem Interesse.

## Verwaltungsgliederung

### Taluks

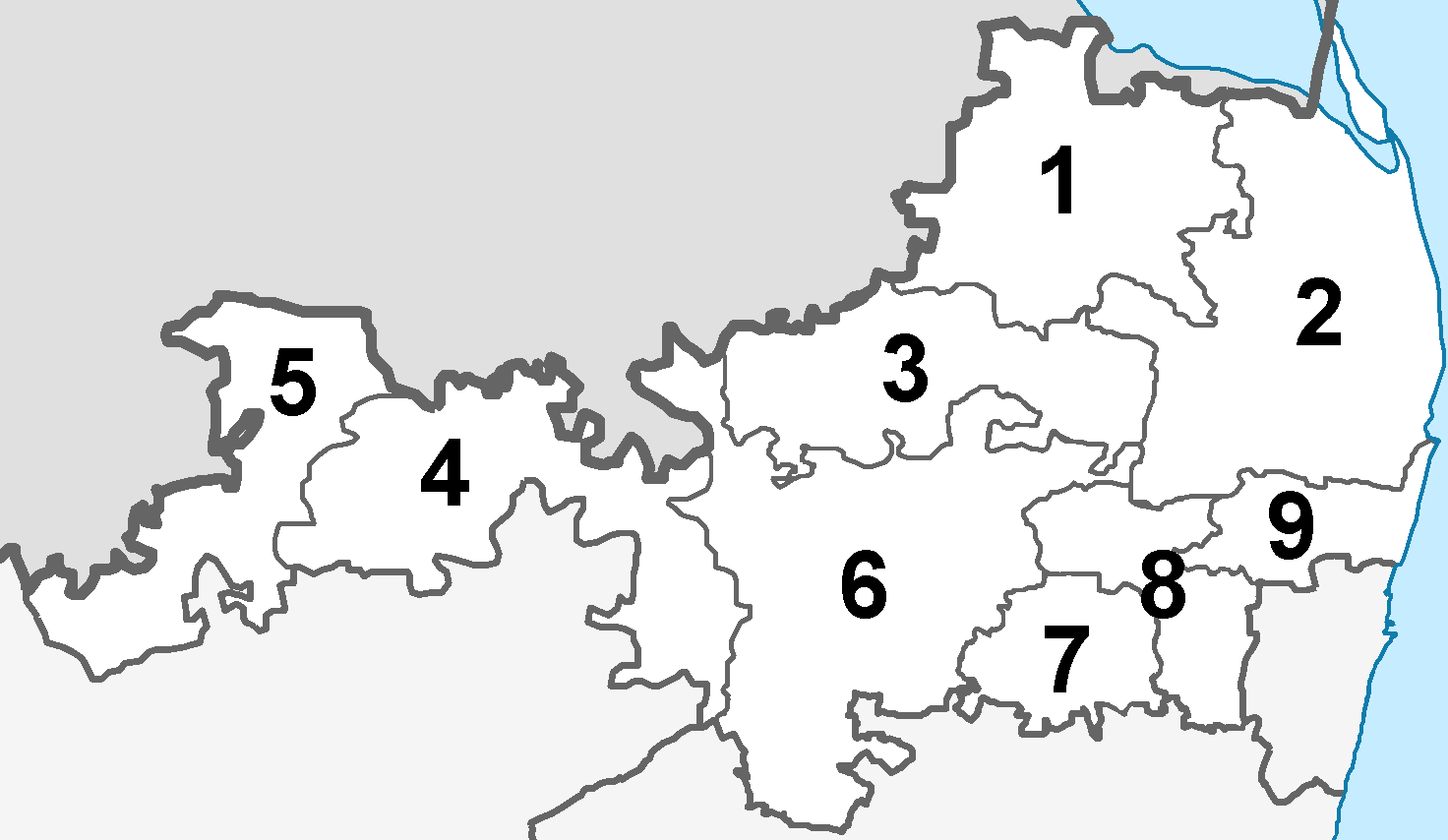
Taluks des Distrikts Tiruvallur (2011)

Der Distrikt Tiruvallur war 2011 in die folgenden neun Taluks (Subdistrikte) unterteilt:
| Nr. | Taluk         | Hauptort      | Fläche  | Einwohner | Bevölkerungs- dichte |
| --- | ------------- | ------------- | ------- | --------- | -------------------- |
| 1.  | Gummidipoondi | Gummidipoondi | 421 km² | 190.548   | 453 Ew./km²          |
| 2.  | Ponneri       | Ponneri       | 651 km² | 385.620   | 592 Ew./km²          |
| 3.  | Uthukkottai   | Uthukkottai   | 251 km² | 149.991   | 598 Ew./km²          |
| 4.  | Tiruttani     | Tiruttani     | 448 km² | 210.424   | 470 Ew./km²          |
| 5.  | Pallipattu    | Pallipattu    | 343 km² | 211.689   | 617 Ew./km²          |
| 6.  | Tiruvallur    | Tiruvallur    | 794 km² | 403.294   | 508 Ew./km²          |
| 7.  | Poonamallee   | Poonamallee   | 178 km² | 652.904   | 3.668 Ew./km²        |
| 8.  | Ambattur      | Ambattur      | 221 km² | 924.474   | 4.183 Ew./km²        |
| 9.  | Madhavaram    | Madhavaram    | 117 km² | 596.753   | 5.100 Ew./km²        |

### Municipalities
Im Distrikt gab es beim Zensus 2011 zwölf Municipalities. Die sieben ehemals selbstständigen Municipalities Ambattur, Maduravoyal, Valasaravakkam, Kattivakkam, Manali, Tiruvottiyur, Madhavaram, sind seit 2011 Stadtteile von Chennai. Verblieben sind die folgenden fünf Municipalities:
- Avadi
- Poonamallee
- Tiruttani
- Tiruvallur
- Tiruverkadu

### Andere Siedlungen
Im Distrikt Tiruvallur gab es 2011 es 582 bewohnte Dörfer, 33 Census towns und 13 Town Panchayats. Die drei Town Panchayats Porur, Puzhal und Chinnasekkadu sowie zwölf angrenzende Dörfer wurden später 2011 in die Stadt Chennai eingemeindet.